# Cerrillada
Cerrillada es una localidad uruguaya del departamento de Rivera.

## Ubicación
La localidad se encuentra situada en la zona oeste del departamento de Rivera, sobre la cuchilla de Santa Ana, en la frontera entre Uruguay y Brasil.

## Población
Según el censo de 2011, la localidad contaba con una población de 113 habitantes.
| --            | 130 | 113 |
| (Fuente: INE) |     |     |